# Герб Ченстохови
Герб Ченсто́хови (пол. herb Częstochowy) — офіційний символ міста Ченстохова, Польща. У лазуровому щиті срібний міський мур із сімома бланками, відкритою брамою і трьома гостроверхими вежами. Обидві крайні вежі вищі за середню і мають червоний дах. У голові щита, над вежами, золотий лев, що крокує праворуч, і золотий опольський орел, обернений ліворуч. Затверджений 27 лютого 2020 року ухвалою № 341.XXV.2020 міської ради Ченстохови. Походить від міського герба, який надав місту опольський князь Володислав близько 1377 року. Золотий лев уособлює Русь, господарем якої був Володислав; орел — Опольське князівство. Срібний кам'яний мур з баштами — власне місто Ченстохова. Найстаріші зразки герба походять з документів 1548, 1564 і 1646 років, скріплених міською печаткою.

## Історія

### 1992—2020
25 червня 1992 року міська рада Ченстохови ухвалою № 249/XXIX/92 прийняла новий герб: 
У лазуровому щиті срібний міський мур із сімома бланками, відкритою брамою і трьома гостроверхими вежами. Обидві крайні вежі вищі за середню і мають червоний дах. У голові щита, над вежами, золотий лев, що крокує праворуч, і чорний ворон із хлібом у дзьобі, що обернений ліворуч.
На старому гербі до XVIII ст. замість крука, емблеми паулінів, зображувався золотий орел — символ Опольського князівства і дому Сілезьких П'ястів.

### з 2020
27 лютого 2020 року міська рада Ченстохови ухвалою № 341.XXV.2020 міської затвердила чинний герб, замінивши чорного крука золотим опольським орлом.